# Gräfelfing
Gräfelfing es un municipio alemán perteneciente al Estado Libre de Baviera (en alemán: Freistaat Bayern), el  mayor de los dieciséis estados federados (se denominan así pero no son estados) que conforman la República Federal de Alemania. 
Forma parte de la Alta Baviera (en alemán: Oberbayern), una de las  siete regiones administrativas (Regierungsbezirke) en que se divide Baviera, que a su vez abarcan 71 distritos y 25 ciudades independientes.
Gräfelfing, administrativamente forma parte del   Distrito de Múnich  que agrupa 2 ciudades y 27 municipios.

## Geografía
Gräfelfing se encuentra situado en el sureste del país,  en las afueras de la ciudad de Munich, un kilómetro al oeste.